# Мютель, Иоганн Готфрид
Иоганн Готфрид Мютель (1728—1788) — немецкий композитор, виртуоз клавишных музыкальных инструментов.
Один из тех западноевропейских музыкантов, которые в XVIII веке жили и работали в пределах Российской империи, тем самым способствуя развитию музыкальной культуры России.

## Биография
Родился в многодетной семье музыканта-органиста местной церкви.
Первые уроки музыки получил у своего отца, затем в Любеке у Иоганна Пауля Кунцена. В возрасте 19 лет И. Г. Мютель стал камерным музыкантом, органистом и клавесинистом при дворе герцога Кристиана Людвига II Мекленбург-Шверинского.
В 1750 году получив годичный отпуск, отправился в Лейпциг, чтобы завершить своё музыкальное обучение и усовершенствоваться по части игры и композиции под руководством Иоганна Себастьяна Баха. Будучи в Лейпциге, не только демонстрировал ему собственные сочинения, но также имел возможность ознакомиться с неопубликованными произведениями Баха и скопировать их. Копирование произведений великих мастеров тогда считалось хорошей профессиональной школой. Несмотря на то, что Бах умер через три месяца после его приезда, И. Г. Мютель считается последним учеником великого композитора. За это время он записал ноты ряда последних произведений слепого композитора, включая части Orgelbüchlein. По словам биографа Баха Филиппа Шпитты, он присутствовал у смертного одра Баха и исполнял его обязанности в течение девяти недель.

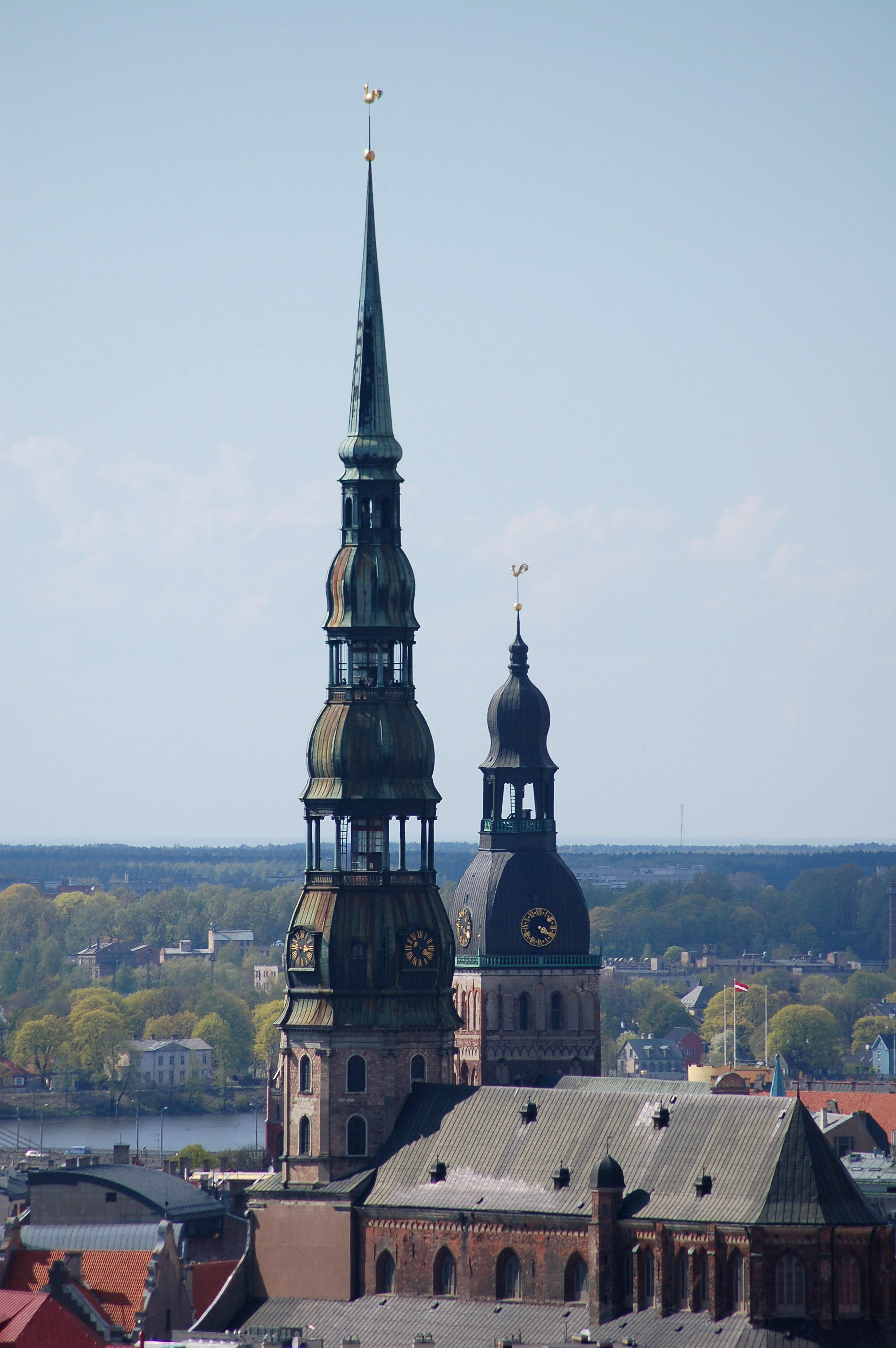
Церковь Святого Петра (Рига), где И. Г. Мютель много лет служил органистом.

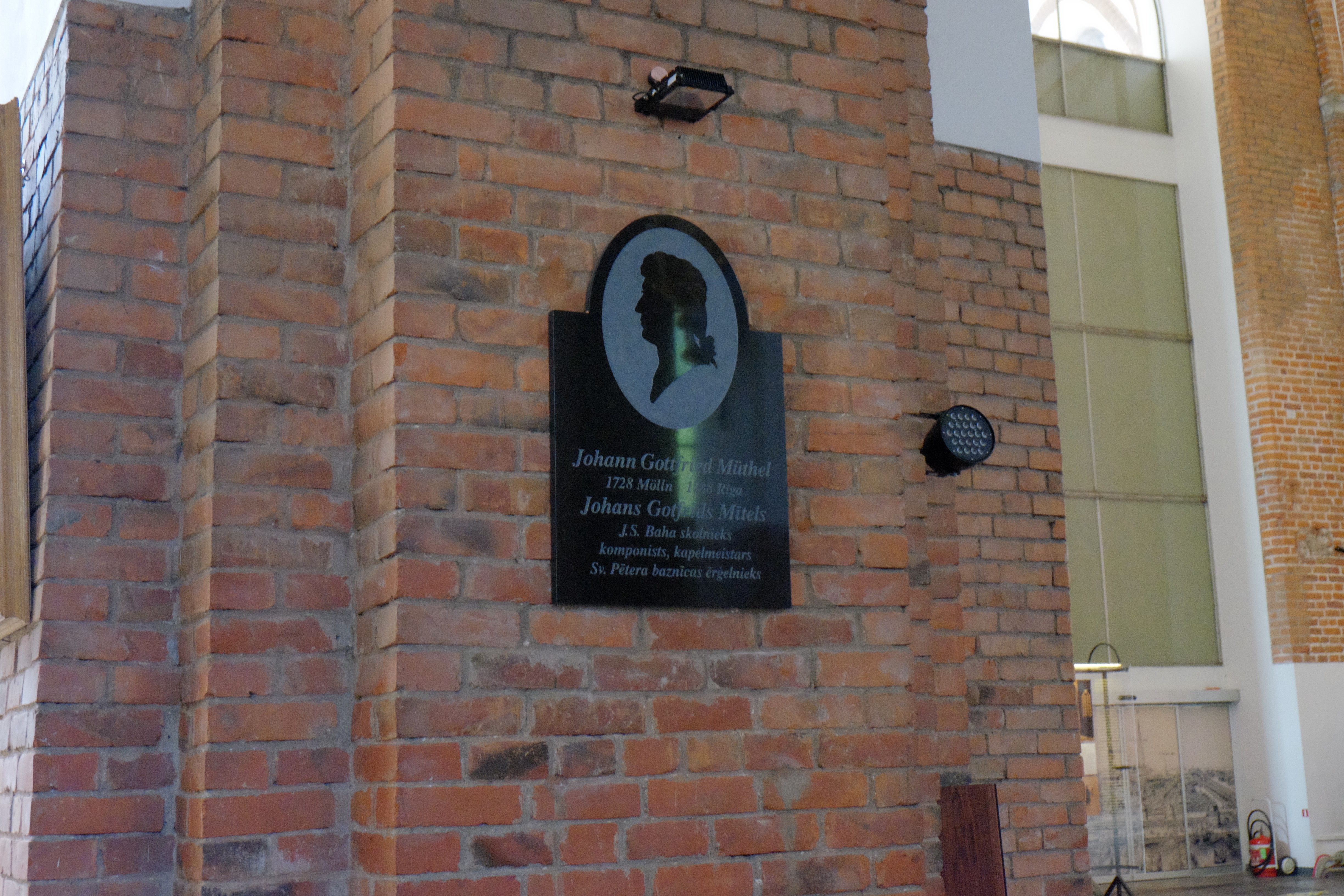
Мемориальная доска, посвященная И. Г. Мютелю. Церковь Святого Петра (Рига).

Впоследствии Мютель брал уроки у Иоганна Кристофа Альтниколя, который также жил и учился у Баха. По совету Баха позже он посетил Гамбург — Дрезден — Потсдам, где встретился и познакомился с музыкантами, которых ценил его учитель. В их числе, Георг Филипп Телеман, Иоганн Адольф Хассе и придворный клавесинист Фридриха Великого Карл Филипп Эммануил Бах, с которым Мютель поддерживал пожизненную дружбу и переписку. В 1751 году Мютель вернулся к герцогскому двору, где оставался еще два года, в конечном итоге его сменил младший брат. Два года спустя он принял предложение занять место капельмейстера у российского вельможи И. Ф. Фитингофа и переехал в Ригу, куда переехал один из его братьев. Именно здесь он опубликовал свои первые произведения (1756); большинство его сочинений оставались в рукописях при его жизни. Сначала он работал дирижером частного оркестра, прежде чем был назначен органистом в церкви церкви Святого Петра в Риге, где он служил с 1767 по 1788 год, когда он умер в соседнем Биненхофе.

### Наследие
Йоханн Готфрид Мютель известен тем, что впервые использовал термин «фортепиано» в опубликованной работе (в названии своего Duetto für 2 Clavier, 2 Flügel, oder 2 Fortepiano; 1771), что отражает растущую популярность инструмента в то время. Виртуоз клавишных музыкальных инструментов, Мютель оставил десять концертов для клавесина, концерт для двух фаготов и струнных инструментов, сонаты для клавесина и органной музыки. Считается, что он является автором детской сонаты Sonata in D minor, BWV 964, приписываемой Баху. Наряду со многими немецкими музыкантами Мютель представлял в музыке стиль «Бури и натиска». Как исполнитель, он имел некоторые странные причуды, как говорят, он соглашался выступать только зимой, чтобы звуки лошадей на булыжной мостовой снаружи не отвлекали его. Рига находилась далеко от устоявшихся музыкальных центров Европы; но, несмотря на этот недостаток и тот факт, что Мютель видел лишь несколько своих произведений напечатанными, он получил похвалу от нескольких компетентных судей за свою виртуозность. Английский историк музыки Чарльз Берни, который упоминал его несколько раз в своих трудах, высоко ценил его. Немецкий композитор-органист Даниэль Шубарт писал о его мастерстве игры на клавесине, что «знатоки, которые его слышали, не могут достаточно похвалить быстроту, правильность и легкость, с которыми он побеждает горы трудностей». Считается, что Мютель был искусным импровизатором на клавиатуре (похоже, он предпочитал играть на клавикорде). Однако ни одно из его произведений для органа не было опубликовано при его жизни, как не были напечатаны и его сочинения не для клавишных инструментов. В связи с тем, что большая часть библиотеки Мютеля хранилась в собраниях СССР, интерес к его музыке был слабым. Даже сейчас некоторые из произведений, которые, как известно, создал Мютель, еще не были опубликованы в современных изданиях. Среди его сохранившихся произведений — 10 концертов для клавесина, Концерт для 2 фаготов и струнных, сонаты для клавесина и органная музыка.

## Избранные музыкальные сочинения
Музыка для клавишных
- Concerto for solo Harpsichord in B flat major (1767)
- Concerto for Harpsichord and strings in C minor (1767)
- Concerto for Harpsichord and strings in D minor (767)
- Concerto for Harpsichord and strings in D major
- Concerto for Harpsichord and strings in G major
- Concerto for Harpsichord and strings in B-flat major
- Concerto for Harpsichord and strings in B-flat major
- Sonata No. 1 in F major (1756)
- Sonata No. 2 in G major (1756)
- Sonata No. 3 in C major (1756)
- Duetto für 2 Clavier, 2 Flügel, oder 2 Fortepiano (1771)
- Duetto in E-flat major (1771)
- Arioso with 12 Variations, No. 1 in G major (1756)
- Arioso with 12 Variations, No. 2 in C minor (1756)
- 12 Variations for Clavichord
- Minuet with 6 variations
- Tempo di Minuetto con Variazioni
- Fantasy in F major for Organ
- Two Fantasies in E-flat major for Organ
- Fantasy in G minor for Organ
- Fantasy in G major for Organ

Для других инструментов
- Concerto for Bassoon in C major
- Concerto for 2 Bassoons in E-flat major
- Sonata in D major for Flute and Basso Continuo

Вокал
- 45 Auserlesene Oden und Lieder von verschiedenen Dichtern (1759)
- A cantata